# Светлана Жучова
Светлана Жучова (на словенски: Svetlana Žuchová) е словашка преводачка и писателка на произведения в жанра драма.

## Биография и творчество
Светлана Жучова е родена на 24 декември 1976 г. в Братислава, Чехословакия.
Завършва психология във Виенския университет и медицина в университета Коменски в Братислава. След дипломирането си работи в психиатричното отделение на болницата в Тренчин, за известнво време в Мюнхен, а после в психиатрична клиника в Прага. По-късно напуска работата си и се посвещава на писателската си кариера.
Нейни разкази са публикувани в списания като „Dotyky“, „Rak“, „Romboid“, „Vlna“, „OS“ и седмичника „Slovo“. Награждавана е два пъти в годишния конкурс за разкази на „Poviedk“ – през 2001 и 2005 г., а произведенията ѝ се публикуван в антологиите на конкурса.
През 2003 г. прави литературния си дебют със сборник с разкази „Dulce de leche“ (Сладко мляко). Книгата е удостоена с наградата „Иван Краско“. След нея публикува през 2006 г. новелата „Yesim“ (Йесим). Тя е история за средата на турските емигранти в Австрия и е базирана на поетичния разказвателен монолог на главния герой, младата жена Йесим, за ключовите събития и обстоятелства в живота ѝ.
През 2011 г. е издаден романа ѝ „Zlodeji a svedkovia“ (Крадци и свидетели), който отново изследва темата за психологията на човек, живеещ далеч от дома, за взаимоотношенията в имигрантските общности, за съдбата на младите европейски имигранти в Западна Европа след политическите промени през 1989 г. Двете произведения са номинирани за литературната награда „Анасофт литера“.
През 2013 г. е издаден романа ѝ „Obrazy zo života M.“ (Картини от живота на М.) Книгата представя житейската история на главната героиня Мариси, която се завръща от Виена в Словакия след смъртта на майка си и работи като медицинска сестра. Всеки ден баналният ѝ живот се редува с изключителни житейски ситуации, като всекидневието печели. Тя намира свой полубрат, за когото не е знаела дотогава. Книгата развива темата за семейните връзки, оригинални и новообразувани, близки и официални, тяхната важност и безполезност. През 2015 г. романът получава наградата за литература на Европейския съюз.
Като преводач прави преводи на литература от английски и немски език, включително произведения на Мишел Фейбър, Сара Кейн и Софи Кинсела.
Светлана Жучова живее със семейството си в Прага.

## Произведения

### Самостоятелни романи
- Yesim (2006)
- Zlodeji a svedkovia (2011)
- Obrazy zo života M. (2013) - награда за литература на Европейския съюз

### Сборници
- Dulce de leche (2003) – сборник разкази